# Melvin de Leeuw
Melvin de Leeuw (Bergen op Zoom, 25 april 1988) is een Nederlands voetballer die als aanvaller speelt.

## Clubcarrière
Op 4 november 2007 maakte De Leeuw zijn debuut in het betaald voetbal in de wedstrijd tegen RKC Waalwijk. Zijn eerste doelpunt maakte hij in zijn tweede seizoen voor RBC Roosendaal. In de wedstrijd tegen SC Cambuur maakte hij de 1–1 in de 88ste minuut.
Na vier jaar in Roosendaal verliet hij de club om te gaan voetballen bij Cambuur. Hij tekende transfervrij een contract. Bij die club maakte De Leeuw in het seizoen 2011/12 in dertig competitiewedstrijden elf doelpunten. In het daaropvolgende seizoen speelde hij 29 maal in de Eerste divisie.
Op 24 mei 2013 werd bekend dat De Leeuw zijn aflopende contract niet verlengde. Hij verliet de club voor het Schotse Ross County FC, dat uitkomt in de Scottish Premier League. Eind oktober 2014 liet hij zijn contract met wederzijds goedvinden ontbinden vanwege persoonlijke redenen.
In november 2014 was De Leeuw op proef bij NAC Breda. In januari 2015 verbond hij zich aan Army United FC uit Thailand. In het seizoen 2016 speelt hij op het Thaise tweede niveau voor Khon Kaen United. In oktober van dat jaar ging hij voor het Laotiaanse Lane Xang Intra spelen. Vanaf januari 2017 kwam De Leeuw weer uit voor Army United dat naar de Thai League 2 gedegradeerd was. In juni ging hij naar reeksgenoot Lampang FC. Vanaf 2020 speelt De Leeuw voor Chiangmai United. Vanaf 2022 komt hij uit voor Sukhothai FC.

## Statistieken
| Seizoen                      | Club             | Land      | Competitie              | Wed. | Goals |
| ---------------------------- | ---------------- | --------- | ----------------------- | ---- | ----- |
| 2007/08                      | RBC Roosendaal   | Nederland | Eerste divisie          | 8    | 0     |
| 2008/09                      | RBC Roosendaal   | Nederland | Eerste divisie          | 25   | 5     |
| 2009/10                      | RBC Roosendaal   | Nederland | Eerste divisie          | 30   | 3     |
| 2010/11                      | RBC Roosendaal   | Nederland | Eerste divisie          | 31   | 10    |
| 2011/12                      | SC Cambuur       | Nederland | Eerste divisie          | 30   | 10    |
| 2012/13                      | SC Cambuur       | Nederland | Eerste divisie          | 29   | 2     |
| 2013/14                      | Ross County FC   | Schotland | Scottish Premier League | 33   | 9     |
| 2014/15                      | Ross County FC   | Schotland | Scottish Premier League | 6    | 0     |
| 2015                         | Army United FC   | Thailand  | Thai Premier League     | 12   | 3     |
| 2016                         | Khon Kaen United | Thailand  | Thai Division 1 League  | 11   | 3     |
| Totaal                       | Totaal           | Totaal    | Totaal                  | 215  | 45    |
| Bijgewerkt op 2 januari 2016 |                  |           |                         |      |       |

## Erelijst
| Nationaal               |    |         |
| Kampioen Eerste Divisie | 1x | 2012/13 |